# Francis Bryan
Francis Bryan, död 1550, var en engelsk hovfunktionär. Han var hovman och gunstling till Henrik VIII och kusin till Anne Boleyn. Han var känd för sitt skandalösa sexualliv och kallades the Vicar of Hell. 